# 1985 w sztukach plastycznych
Wydarzenia w sztukach plastycznych i wizualnych w 1985 roku.

## Wydarzenia
- W Warszawie otwarto Centrum Sztuki Współczesnej Zamek Ujazdowski[1].
- W Krakowie powstała Galeria Zderzak[2].
- W Zakopanem powstała Galeria Władysława Hasiora[3].
- W Lublinie powstała Galeria Biała[4].

## Malarstwo
- Lucian Freud

Odbicie (autoportret)
- Keith Haring

Autoportret (Self-portrait) – olej na płótnie, 151x151 cm

## Plakat
- Franciszek Starowieyski

plakat do sztuki teatralnej Okręt – format B1

## Rzeźba
- Mirosław Bałka

Pamiątka Pierwszej Komunii (praca dyplomowa)

## Wideo
- KwieKulik

Poetyzacja pragmatyki/Ekwiwalent pieniężny – VHS, 6 min. 16 s.
- Zbigniew Warpechowski

Obywatelstwo dla czystego odczucia Kazimierza Malewicza – Stowarzyszenie Twórców Kultury, Łódź, VHS, 8 min. 29 s.
- Andrzej Paruzel

Dokumentacja działania grupy Radio Warszawa – VHS, 37 min 36 s
- Józef Robakowski

Zapis energetyczny: Moskwa i moje oko... – VHS, 27 min. 56 s.
Powietrza! – 16 mm, 2 min. 48 s.

## Instalacja
- Nam June Paik

Arc Double face – 42 monitory, konstrukcja stalowa
Video Flag – wideoinstalacja, 84 monitory, dźwięk

## Land art
- Christo

opakowanie Pont Neuf w Paryżu

## Nagrody
- Nagroda im. Jana Cybisa – Jan Tarasin
- Nagroda Turnera – Pablo Bartholomew[17]
- World Press Photo – Frank Fournier[18]
- Nagroda Oskara Kokoschki – Gerhard Richter[19]

## Urodzeni
- Joanna Piotrowska, polska fotografka

## Zmarli
- 22 marca - Adam Stalony-Dobrzański (ur. 1904), polski malarz, grafik i projektant witraży
- 28 marca – Marc Chagall (ur. 1887), rosyjski malarz i grafik
- 11 maja – Chester Gould (ur. 1900), amerykański twórca komiksów
- 12 maja – Jean Dubuffet (ur. 1901), francuski malarz i rzeźbiarz
- 8 września - Ana Mendieta (ur. 1948), kubańska artystka intermedialna
- 22 września – Endre Nemes (ur. 1909), szwedzki artysta wizualny
- 28 września – André Kertész (ur. 1894), węgierski fotograf